# Psathyrometra bigradata
Psathyrometra bigradata (Hartlaub, 1895),  è una specie di crinoide della famiglia Zenometridae.

## Descrizione
Come buona parte dei crinoidi, anche Psathyrometra bigradata possiede dei cirri, usati per muoversi. I cirri possono essere appoggiati sul suolo marino, oppure essere sbattuti per portare al movimento dell'organismo.

## Distribuzione e habitat
I primi esemplari di Psathyrometra bigradata sono stati osservati al largo delle coste occidentali dell'America centrale. Attualmente le zone di maggiore diffusione della specie sono le Galapagos e il Golfo di Panama. Questa specie vive in ambiente marino a profondità comprese tra i 484 e i 740 metri, ma in rari casi si spinge fino a 1 016 metri di profondità.